# Pierre Bottero
Pierre Bottero (Barcelonnette, 13 febbraio 1964 – Lambesc, 8 novembre 2009) è stato uno scrittore francese.

## Biografia
Molto giovane, andò a vivere in Provenza, una regione che non lasciò più, affermando che non sarebbe stato in grado di abbandonare il sole, il maestrale e le cicale.
Sposato, con due figlie, ha lavorato per molti anni come insegnante elementare, prima di dedicarsi interamente alla scrittura. Un grande amante della letteratura francese, convinto del potere dell'immaginazione e delle parole, ha sempre sognato di universi diversi, draghi e stregoneria.
Ha pubblicato il suo primo testo per Flammarion, intitolato Amies à vie, prima di scrivere per Rageot la saga di Ewilan, una doppia trilogia; pubblicò quindi Ellana e l'Autre,  entrambe trilogie fantasy, un genere cui è particolarmente affezionato. Questo amore per la letteratura fantasy risale a un remoto (era ancora in pantaloncini) ed intenso (non ha dormito una settimana), incontro con l'opera di John Ronald Reuel Tolkien, seguita da frequenti e profondi tuffi nei mondi di Farmer, Zelazny, Howard Bradley, Moorcock, Leiber, e molti altri grandi maestri. Quando gli veniva chiesto da dove arrivasse la sua ispirazione, Pierre amava citare l'influsso che queste letture ebbero sulla sua immaginazione e personalità, aggiungendo che lui non ha inventato nulla: "Ho semplicemente aperto la porta, e la storia è andata dalla mia testa al mio computer" («J'ouvre simplement la porte et l'histoire passe de ma tête à mon ordinateur».).
Pierre Bottero ha vinto l'Ados Rennes / Ille-et-Vilaine nel 2008 con il libro L'autre, le souffle de la hyène, pubblicato da Rageot. Il premio viene assegnato annualmente dal Dipartimento di Ille-et-Vilaine, che deve votare tra dieci libri in competizione.
Il 4 dicembre 2008, a Pierre Bottero è stato aggiudicato al Premio di Paille , in occasione del terzo salone del libro dei Giovani dell'Ocean Indiano, presso Port a Riunione.
«Enfant, disait-il, je rêvais d'étourdissantes aventures fourmillantes de dangers mais je n'arrivais pas à trouver la porte d'entrée vers un monde parallèle! J'ai fini par me convaincre qu'elle n'existait pas. J'ai grandi, vieilli, et je me suis contenté d'un monde classique [...] jusqu'au jour où j'ai commencé à écrire des romans. Un parfum d'aventures s'est alors glissé dans ma vie. De drôles de couleurs, d'étonnantes créatures, des villes étranges… J'avais trouvé la porte. »
«Da bambino, diceva, sognavo avventure mozzafiato piene di pericoli, ma non riuscivo ad arrivare alla porta per un mondo parallelo! Alla fine, mi convinsi che quella porta non esisteva. Sono cresciuto, maturato, e io mi sono accontentato del mondo classico [...] fino a quando ho cominciato a scrivere romanzi. Il profumo dell'avventura era allora scivolato nella mia vita. Strani colori, meravigliose creature, bizzarre città ... avevo trovato la porta. " »
Pierre Bottero è morto a 45 anni in un incidente di moto domenica 8 novembre 2009, intorno alle sette di sera. Ha perso il controllo del suo veicolo in una curva e ha colpito un camion tra Lambesc e Rognes.

## Opere
Libri collegati all'universo di Gwendalavir
- Ewilan dei due Mondi, trilogia che comprende La terra oltre il confine, Le Frontiere di Ghiaccio, L'Isola del Destino
- Les Mondes d'Ewilan, successivo ai romanzi precedenti, la trilogia riunisce La Forêt des captifs, L'Œil d'Otolep e Les Tentacules du mal
- Le Pacte des Marchombres, trilogia che riunisce Ellana, Ellana l'envol, e Ellana la prophétie
- L'Autre, trilogia che riunisce Le Souffle de la hyène, Le Maître des tempêtes e La Huitième Porte

Altre opere
- Le Voleur de chouchous
- Tour B2, mon amour
- Un cheval en Irlande
- Zouck
- Fils de sorcières
- Le Garçon qui voulait courir vite
- Mon cheval, mon destin
- Amies à vie
- Météorite
- Isayama (album)
- Les Aigles de Vishan Lour (dal nº 261 di JeBouquine)
- Princesse en danger
- Les Âmes croisées
- Le Chant du Troll (romanzo a fumetti)